# Villagatón
Villagatón est une commune d'Espagne dans la province de León, communauté autonome de Castille-et-León. Elle s'étend sur 167,06 km2 et comptait environ 636 habitants en 2024.Outre la ville principale de Villagatón , la municipalité comprend les localités de Brañuelas , Culebros , Manzanal del Puerto , Montealegre , Nistoso , Requejo y Corús , La Silva , Tabladas , Ucedo , Valbuena de la Encomienda et Villar .

## Localisation et climat
Villagatón est situé à une altitude d'environ 1 015 m sur le plateau occidental de León (meseta), à environ 58 km à l'ouest-nord-ouest de León . Le climat est tempéré à chaud ; la pluie tombe principalement pendant les mois d’hiver.

## Évolution démographique
| Année      | 1970 | 1981 | 1991 | 2001 | 2011 | 2021 | 2024  |
| Population | 2427 | 1762 | 1057 | 777  | 636  | 632  | 636 . |

Le déclin démographique important observé depuis les années 1950 est principalement dû à la mécanisation de l’agriculture ainsi qu’à l’abandon des petites exploitations et à la perte d’emplois qui en découle (exode rural).

## Sites touristiques
- Église de Villagatón
- Église d'Ucedo.

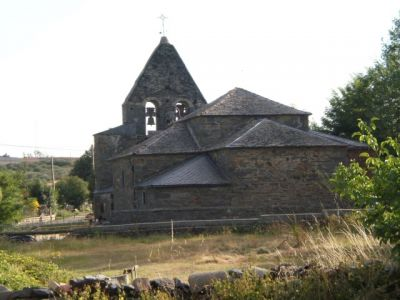
Église de Villagatón.
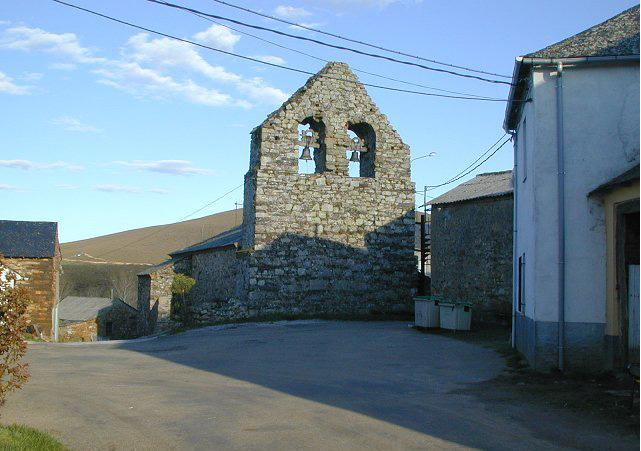
Église d'Ucedo.